# Leonzio Pérez Ramos
Leonzio Pérez Ramos C.M.F., in spagnolo Leoncio Pérez Ramos (Muro de Aguas, 12 settembre 1875 – Barbastro, 2 agosto 1936), è stato un presbitero spagnolo, martirizzato a Barbastro durante la Guerra civile spagnola e venerato come beato dalla Chiesa cattolica.

## Biografia
Nacque a Muro de Aguas, nella regione della Rioja il 12 settembre 1875, in una famiglia di contadini. Nel 1889 è entrato come postulante nel seminario clarettiano di Alagón. Ha continuato gli studi a Cervera e Santo Domingo de la Calzada. Ha ricevuto l'ordinazione sacerdotale a Miranda de Ebro nel 1901. Nel 1907, a causa della salute cagionevole, ha servito come superiore della casa di cura di Montserrat, dove ha vissuto fino al 1913, quando è diventato amministratore economo in diverse case clarettiane.
Padre Leonzio era economo del seminario di Barbastro quando scoppiò la guerra civile. Venne arrestato il 20 luglio del 1936 e fucilato la mattina del 2 agosto presso il cimitero di Barbastro.
Insieme a padre Filippo di Gesù Munárriz Azcona e padre Giovanni Díaz Nosti fece parte del primo gruppo di clarettiani che subirono il martirio. Quella notte, insieme a loro, furono fucilate altre 17 persone tra sacerdoti diocesani e laici cattolici. I loro corpi sono stati gettati in una fossa comune.

Dopo la guerra i resti dei martiri furono riesumati e si possono venerare oggi nella cripta della casa museo a Barbastro. Nel 2013 è uscito un film sulla vicenda intitolato Un Dios prohibido per la regia di Pablo Moreno.

## Culto
La beatificazione avvenne a Roma, ad opera di Giovanni Paolo II, il 25 ottobre 1992. La Chiesa cattolica lo ricorda il 2 agosto.